# Aulangonjärvi
Aulangonjärvi är en sjö i kommunen Tavastehus i landskapet Egentliga Tavastland i Finland. Sjön ligger 80,2 meter över havet. Arean är 78 hektar och strandlinjen är 6,1 kilometer lång. Sjön  ingår i Kumo älvs huvudavrinningsområde.   Den ligger nära Tavastehus och omkring 97 km norr om Helsingfors. 
Väster om Aulangonjärvi ligger Karlberg. 